# Chiesa di San Martino (Roncolla)
La chiesa di San Martino è un edificio di culto situato a Roncolla, nel comune di Volterra, in provincia di Pisa.

## Storia e descrizione
Fu fatta edificare da mons. Mario Guarnacci secondo il progetto presentato al granduca il 26 luglio 1777 e consacrata il 30 settembre 1779: l'erezione del fonte battesimale fu decretata nel 1823.
Sulla facciata in pietra volterrana si apre il portale con sovrastante stemma gentilizio della famiglia Guarnacci; nella lunetta è inserita una lastra con nastri e nodi intrecciati, di gusto preromanico, proveniente forse dalla vecchia chiesa esistente sul poggio di san Martino, detto nel medioevo Monte Rodolfo.
Nell'interno, sull'altare maggiore è collocata la tavola raffigurante la Madonna col Bambino fra i santi Martino di Tours (eponimo della parrocchia) e San Biagio, opera giovanile di Cosimo Daddi.